# Xã Washington, Quận Columbiana, Ohio
Xã Washington (tiếng Anh: Washington Township) là một xã thuộc quận Columbiana, tiểu bang Ohio, Hoa Kỳ. Năm 2010, dân số của xã này là 2.264 người.